# البلاسة (السياني)

تعديل مصدري - تعديل

البلاسة محلة تابعة لقرية المسالقة، التابعة لعزلة هدفان بمديرية السياني إحدى مديريات محافظة إب في الجمهورية اليمنية، بلغ تعداد سكانها 119 حسب تعداد اليمن لعام 2004.